# Ampelosicyos
Ampelosicyos es un género con cuatro especies de plantas con flores perteneciente a la familia Cucurbitaceae. 

## Especies seleccionadas
| - Ampelosicyos humblotii' - Ampelosicyos major - Ampelosicyos meridionalis - Ampelosicyos scandens |